# Henry Le Besnerais
Henry Le Besnerais, né le 29 octobre 1921 à Paris et mort le 22 avril 2003 dans la même ville, est un ethnologue et homme politique français.

## Biographie

### Famille
Henry Le Besnerais est le fils de Robert Le Besnerais, directeur général de la SNCF, et de Cécile Chalmel. Son frère, Denys, est directeur de la promotion commerciale de Creusot-Loire Industrie, puis de la coordination de Creusot-Loire.
Il se marie le 9 juillet 1955 avec Françoise Silhol. Ils ont une fille, Sophie.

### Études
Il fait ses études au collège Saint-Martin de France de Pontoise, puis à la faculté des lettres de Paris. Il est diplômé de l’École libre des sciences politiques (promotion 1943), licencié en lettres et en sciences humaines.

### Parcours
Il est ethnologue au Venezuela de 1946 à 1950, avant d'être nommé délégué du Commissariat général à la productivité en Tunisie de 1954 à 1959, puis attaché à la direction générale du comptoir FBT de 1959 à 1963.
En novembre 1962, il devient suppléant d'Albert Briand, député de Saint-Pierre-et-Miquelon, qui meurt le 29 mai 1966. Le Besnerais est alors proclamé député et le reste jusqu'aux élections législatives de 1967, auxquelles il ne se présente pas. Il est délégué général d'Air Saint-Pierre de 1963 à 1986, ainsi que membre du Conseil économique et social de 1969 à 1974, avant de recevoir le titre de membre honoraire. Il devient enfin vice-président, puis administrateur, de la Société nautique d'Avignon.
Il est membre du Racing Club de France, du Club des Explorateurs et de la Société des américanistes.
Il meurt accidentellement le 22 avril 2003 dans le 15e arrondissement de Paris,.